# Comostolopsis rufocellata
Comostolopsis rufocellata là một loài bướm đêm trong họ Geometridae.